# VizieR天文星表資料庫
VizieR天文星表数据库是由史特拉斯堡天文中心提供的天體目錄。
VizieR天文星表数据库的起源可以追溯到1993年的ESA歐洲空間信息系統目錄瀏覽器，一開始只是要服務天文科學的社群，ESIS專案提前用全球資訊網為網路資料庫，可以用一致的方式存取異質性的目錄及資料。
史特拉斯堡天文中心長期收集及整理天文數據，因此原始的ESIS目錄瀏覽器轉移到史特拉斯堡天文中心，自1996年成立以後，VizieR天文星表数据库就是全球天文學家參考資料的重要來源，這裡可以找到定期在天文学杂志更新的編目資料。新的VizieR服務在1997年由CDS翻新，提昇了資料量及搜尋功能。在2012年3月已有超過9800個目錄。
現在VizieR天文星表数据库是天体物理学虚拟观测站的主要資料來源之一。

## 外部連結
- VizieR（页面存档备份，存于）